# Chiesa-santuario della Madonna della Morella
La chiesa-santuario della Madonna della Morella è un edificio religioso tardomedievale che si trova a Curio.

## Storia
La chiesa fu costruita nel XIV secolo, ma nel 1597 subì un ampliamento e fra il XVII e il XVIII secolo fu trasformata secondo il gusto barocco. Gli affreschi che si trovano sulla facciata sono del 1597, mentre il portico risale forse al XVIII secolo. Un altro portico, precedente e dotato di archi, nel XVII secolo fu incorporato negli interni dell'edificio. Un'ulteriore modifica agli interni, risale invece al 1862, quando Bernardino Giani, Clemente Ferreguti e Agostino Bobbiù rimodellarono il presbiterio.

## Descrizione

### Esterni
Le figure affrescate sulla facciata rappresentano la Madonna e le Pie Donne. I due affreschi furono realizzati da Domenico Bianchini.

### Interno
Interessanti le decorazioni dei due altari: quello maggiore ospita una statua della Madonna del tardo XVII secolo, mentre quello laterale, in stucco, ospita una Madonna in trono affrescata del XVI secolo.
Sulla volta a botte lunettata che copre sia la navata che il coro si trovano alcune decorazioni realizzate da Enrico Giani nel 1900. Nel vecchio portico gli archi sono contraddistinti dal monogramma di Cristo.
Sulla controfacciata, invece, trova posto entro una nicchia un dipinto di Jost Blöchlinger che raffigura la Deposizione di Gesù (1974). Alla sua destra una Vergine Maria dipinta cinquecentesca e opposti a quest'ultima si trovano un bassorilievo in stucco che rappresenta la Madonna miracolosa di Genazzano, un'Adorazione dei Magi secentesca e diversi ex voto.
Ultima decorazione degna di menzione la Via Crucis del 1742, articolata in cappelle: solo alcune di queste si sono conservate.